# Milonga (musica)
La milonga è un genere musicale folkloristico della regione del Río de la Plata, tipico dell'Argentina e dell'Uruguay, imparentato con il candombe, il tango e la habanera.

## Introduzione
La milonga è una danza popolare di origine uruguaiana che deriva dalla più comune habanera, importata dall'America Meridionale agli inizi del XIX secolo, alla quale è stato sostituito il ritmo di 6/8 con uno più semplice e lineare di 2/4. Un ritmo quest'ultimo che si addice molto di più a una danza da sala rispetto all'habanera anche se, per la loro somiglianza, spesso la milonga veniva chiamata anche l'habanera dei poveri.
Negli anni a venire, però, il tango tolse molta popolarità alla milonga che venne presto confusa con il tango stesso, da questo deriva la definizione di tango-milonga, cioè un tipo di tango con un adattamento leggermente più veloce e dal ritmo molto più marcato.
Di questo genere in particolare è interprete uno fra i maggiori ballerini argentini: Rubén Celiberti.

## Origini
Nacque nei primi anni del XIX secolo nelle case da ballo frequentate da gente povera o comunque non benestante. Per estensione, il termine era usato anche per indicare le donne che lavoravano in queste case da ballo.
Il vocabolo milonga può significare parola, confusione, litigio. L'origine precisa è incerta e discussa. Si sa, tuttavia, che possiede elementi della musica africana nella sua struttura ritmica e influenze di danze creole ed europee importate nella regione di Buenos Aires attraverso diverse vie, principalmente dal Perù, Spagna, Brasile e Cuba. Succedeva in quell'epoca il fenomeno che si conosce come “de ida y vuelta” (di andata e ritorno) perché i generi viaggiavano dall'America all'Europa e viceversa acquisendo trasformazioni e adattamenti in ogni regione specifica.
Ha somiglianza con altri ritmi come la chamarrita, il choro, il candombe e la habanera. Si presume che abbia apportato elementi al tango, che dopo prese la forma originale della milonga propriamente come sottogenere.
La milonga Rosista si considera una delle più vecchie:
 
Nel 1830 arriva la guajira, probabilmente con il nome di Tirana; ce ne sono diverse composte in Buenos Aires. Quando Urquiza sconfigge Rosas nella batalla de Caseros nel 1852, i brasiliani, che formavano parte dell'esercito Grande, intonavano guajiras dicendo che cantavano milonga.
(( Horacio Ferrer))
(( Alfredo Zitarrosa, entrevista radial, Madrid 1976))
La milonga è coesistita insieme alla habanera, ma regnò in ambienti sociali molto umili. Per questo la si è perfino chiamata habanera dei poveri. Esiste anche un'antica variante uruguaiana, apparentemente esclusiva della città di Montevideo, chiamata Milongón.

## Campera o urbana
La milonga campera è leggera, benché non tanto come la milonga urbana; s'interpreta con chitarra e non ha coreografia.

## Differenze con il tango
Sebbene tanto la milonga come il tango sono al compás (tempo) di 2/4 o 4/4, le 8 semicrome della milonga sono distribuite in 3 + 3 + 2, invece il tango possiede un ritmo più quadrado. I testi della milonga sogliono essere picareschi.

## Borges e la milonga
Lo scrittore argentino Jorge Luis Borges criticò a un certo momento il tango e preferì la milonga, che non trasmette la malinconia del primo. Borges è autore dei testi di Jacinto Chiclana, una milonga musicata da Astor Piazzolla, nella quale ricorda la figura di un corajudo (valoroso) guapo che soleva porre la sua abilità nel coltello al servizio di capi politici.

## La milonga come sala da ballo
Oltre che di genere musicale il termine milonga possiede anche un significato di luogo e pratica, cioè di incontrarsi per ballare la milonga, il tango e il vals criollo. La milonga è anteriore agli altri due generi quindi per estensione è stata adottata, agli inizi, per definire sia il genere musicale sia l'incontro della gente per ballarlo.
Quando prese piede questo tipo di danza, la comune balera e sala da ballo prese il gergale nome di milonga. La milonga è di solito uno spazio molto ampio dal pavimento particolarmente levigato e spesso contornato da tavolini per i ballerini. Le coppie danzano lungo una "linea di ballo" più precisamente detta "Ronda", cioè lungo il contorno esterno dello spazio libero e procedono in direzione antioraria.
Gli abituali frequentatori della milonga vengono definiti milongueros.
La milonga ha un suo linguaggio particolare: come invitare e accettare (qualora lo si voglia) l'invito al ballo, come regolarsi con un partner più alto, più basso, più o meno esperto. Sono tutti elementi che contribuiscono a un'esperienza piacevole in milonga e secondo fanno parte delle basi del ballo, detto anche "Galateo della Milonga".
Queste regole deontologiche possono essere elencate in:
Invito
- L'uomo non dovrà andar a invitare una donna accompagnata o che non si conosce. Potrà invitarla solo dopo aver conosciuto l'accompagnatore;
- L'uomo potrà invitare la donna non accompagnata solo se avrà risposto in maniera affermativa alla mirada, ossia con un piccolo gesto del capo (cabeceo);
- L'uomo non insisterà mai a invitare una donna che non risponde affermativamente alla sua mirada, e nel caso di risposta negativa non ne inviterà un'altra per ripiego del rifiuto precedente;
- Nel caso di una coppia (che sia consolidata o come accompagnatori), il primo e ultimo ballo della serata dovrà essere lasciato al proprio partner/accompagnatore;
- In caso di risposta affermativa alla mirada, l'uomo attenderà la donna in pista;
- Non si invita o non si accetta un invito se si è troppo sudati.

Pista
- Quando si inizia a ballare, dopo essersi "abbracciati", l'uomo si porrà frontalmente alla direzione di ballo o esternamente alla pista;
- È compito di entrambi i ballerini, sentire il proprio partner e la musica prima di iniziare a ballare;
- Evitare di cominciare a ballare su un brano già iniziato o in prossimità della fine di esso;
- Utilizzare il primo tango per prendere confidenza con il proprio partner per poi procedere, nel caso in cui fosse possibile, a figure più complesse;
- La direzione del ballo è sempre antioraria (da destra a sinistra);
- Il senso del ballo può avvenire per cerchi concentrici, in tal caso le coppie con meno esperienza si andranno a posizionare più internamente;
- È opportuno entrare in pista a inizio tanda o tra un tango e un altro, in caso di spazi affollati la coppia si andrà a posizionare dove non potranno ostacolare gli altri ballerini;
- Una volta iniziata una tanda non andrebbe mai interrotta, salvo casi particolari e/o gravi come la mancanza di rispetto verso altri ballerini; bisognerebbe valutare la persona con cui si ha intenzione di ballare per evitare spiacevoli inconvenienti;
- Una volta finita la tanda la dama va sempre accompagnata al proprio posto;
- Durante la tanda non si parla e non si insegnano figure nuove, è una milonga, non una scuola;
- Un/una ballerino/a esperto/a non dovrà mai mettere in difficoltà il proprio/a partner, e non dovrà criticare l'altro/a;
- È vietato sorpassare, cambiare cerchio di ballo e avvicinarsi troppo a un'altra coppia di ballerini. Nelle milonghe più importanti e con un gran rispetto della disciplina, i ballerini ritenuti poco educati saranno cacciati fuori dalla sala da ballo dagli organizzatori.
- Non si dovrebbe ballare troppo tempo sul posto onde evitare di intralciare la circolarità della ronda, così come non si dovrebbe camminare indietro o eseguire figure contro la direzione di ballo;
- Se la pista risulti affollata bisognerebbe evitare ganchos e boleos, bisognerebbe essenzialmente non alzare eccessivamente i piedi da terra onde evitare urti spiacevoli con altre coppie;
- In caso di urto, il leader (solitamente l'uomo) chiederà educatamente scusa e riprenderà a ballare.

Sala
- È assolutamente vietato attraversare la pista durante una tanda, se si necessità di spostarsi è opportuno farlo ai lati della pista;
- È giusto che in una serata ognuno sia libero di scambiare due chiacchiere, ma queste non devono disturbare gli altri partecipanti alla milonga;
- Non bisogna sostare ai lati della pista o negli spazi di accesso a essa;
- Non bisogna disturbare il TJ (Musicalizador), e non si chiede di riprodurre un certo tango, e non si disturba durante le comunicazioni o esibizioni;
- La milonga è di tutti, quindi nessuno deve sentirsi obbligato a ballare o a parlare. Oltretutto ricordate che è un ballo dove c'è vicinanza tra due corpi, è opportuno avere una buona igiene personale.

Durante una serata in milonga di solito si possono ascoltare i tre tipi di musica già detti intervallati da una cortina musicale ogni tre o quattro brani ballati.

## Artisti
Tra gli artisti uruguaiani e argentini noti per le loro composizioni e interpretazioni della milonga vi sono: Roberto Firpo, Angel D'Agostino, Pedro Laurenz, Villoldo, Francisco Canaro, Rodolfo Biagi, Juan D'Arienzo, Edgardo Donato, Gabino Ezeiza, Aníbal Troilo, Lucio Demare, Domingo Federico, Angel Vargas, Mariano Mores, Alfredo Zitarrosa, Francisco Lomuto, Astor Piazzolla e Carlos Di Sarli. Questi artisti vissero i primi anni e l'epoca d'oro del tango.

## La milonga in Italia
Il cantautore italiano Paolo Conte ha dedicato alla milonga il brano Alle prese con una verde milonga pubblicato nell'album Paris milonga del 1981, testo riproposto in forma rock nel 2004 dai Marlene Kuntz nell'album Fingendo la Poesia.
Il cantautore italiano Joe Barbieri ha reso omaggio al genere con il brano Le milonghe del sabato pubblicato nell'album Respiro del 2012, interpretato in duetto con il cantautore Gianmaria Testa.
Il 7 novembre 2006 ha avuto inizio su Raitre, in seconda serata, un programma di 10 puntate dal titolo Milonga Station. In ogni puntata è stato presentato un racconto da cui veniva estratta e analizzata una parola (dall'africano milonga = parola).
Il termine "ballare la milonga" è usato anche nelle cronache sportive in riferimento a quando il ciclista iberico Alberto Contador Velasco, in sella alla sua bicicletta si alza sui pedali nelle salite più arcigne e, danzando, scala i colli e i passi delle grandi corse a tappe.